# Martin Winter (Chemiker)
Martin Winter (* 7. August 1965 in Osnabrück) ist ein deutscher Chemiker (Elektrochemie) und Materialwissenschaftler. Seine Forschung zielt darauf ab, neue Materialien, Komponenten und Zelldesigns für Lithium-Ionen- und Lithium-Metall-Batterien sowie alternative elektrochemische Energiespeichersysteme zu entwickeln.

## Forschung und Arbeit
Nach seinem 1992 abgeschlossenen Chemiestudium und der Promotion (1995) bei Jürgen O. Besenhard an der Universität Münster, war Martin Winter als Postdoktorand bei Petr Novák am Paul Scherrer Institut in der Schweiz. Im Rahmen seiner Habilitation (1999) wechselte er an die TU Graz nach Österreich, wo er anschließend bis 2007 als Universitätsprofessor für "Angewandte Anorganische Chemie und Elektrochemie" und Institutsvorstand am Institut für Chemische Technologie Anorganischer Stoffe tätig war. 2008 kam er als Professor für „Angewandte Materialwissenschaften zur elektrochemischen Energiespeicherung und Energiewandlung“ an das Institut für Physikalische Chemie und damit zurück an die Universität Münster. Die Professur ist hervorgegangen aus einer Stiftungsprofessur, die von den Unternehmen Volkswagen AG, Evonik Industries AG und Chemetall (heute Albemarle) von 2008 bis 2012 gesponsert wurde. Von 2008 bis 2016 hielt er die Professur für „Angewandte Materialwissenschaften zur elektrochemischen Energiespeicherung und Energiewandlung“ und seit 2016 für „Materialwissenschaften, Energie und Elektrochemie“.
Neben seiner Tätigkeit am Institut für Physikalische Chemie der Universität Münter ist Martin Winter Gründer (2009) und wissenschaftlicher Leiter des MEET Batterieforschungszentrums der Universität Münster. MEET steht für „Münster Electrochemical Energy Technology“. Seit 2015 ist er außerdem Gründungsdirektor des Helmholtz-Instituts Münster (HI MS) für Ionenleiter in der Energiespeicherung des Forschungszentrums Jülich.
Seine Erfahrung in der Batterieforschung bringt Martin Winter in verschiedenen Funktionen ein. Als Leiter des wissenschaftlichen Beirats für Batterieforschung des Bundesministeriums für Bildung und Forschung (BMBF), ehemaliger Sprecher der Innovationsallianz LIB2015, Sprecher der Batterieinitiative Batterie 2020 des BMBF und Mitglied des Expertenrats des Landes NRW ist er auf nationaler und internationaler Ebene als Repräsentant der deutschen Batterieforschung aktiv. Er ist Mitglied des Executive Boards der Fraunhofer-Einrichtung Forschungsfertigung Batteriezelle FFB, Chairman der International Battery Materials Association (IBA), Fellow der International Society of Electrochemistry (ISE) und der Electrochemical Society (ECS), bei der er auch Vorstandsmitglied in deren Battery Division ist.
Er veröffentlichte über 700 wissenschaftliche Aufsätze und Buchbeiträge und rund 70 Patente und Patentanmeldungen (Stand 2024).

## Preise und Auszeichnungen
Martin Winter erhielt mehr als 60 wissenschaftliche Auszeichnungen, darunter den Carl Wagner Memorial Award der ECS, jeweils die „Research“ bzw. „Technology“ Awards der wissenschaftlichen Gesellschaften ECS und „International Battery Materials Association (IBA)“ und den Braunschweiger Forschungspreis. 2017 wurde er in die Deutsche Akademie der Technikwissenschaften gewählt. 2018 hat er das Bundesverdienstkreuz 1. Klasse erhalten. Er ist zudem Ehrenprofessor der National Taiwan University of Science and Technology (Taipei, Taiwan) und der National Cheng Kung University (Tainan, Taiwan). An der Universität Münster wurde er mit dem Forschungspreis 2019 geehrt. Im Jahr 2019 wurden Winter außerdem der Arfvedson-Schlenk-Preis der Gesellschaft Deutscher Chemiker und die Faraday-Medaille der Royal Society of Chemistry zugesprochen. 2022 wurde er in die Nordrhein-Westfälische Akademie der Wissenschaften und der Künste gewählt. Die Materials Research Society (MRS) ernannte Martin Winter 2023 zum MRS Fellow. Mit dem internationalen „NAATBatt Lifetime Achievement Award“ zeichnete der Nordamerikanische Handelsverband „NAATBatt International“ ihn 2024 aus.

## Publikationen (Auswahl)
- M. Winter, J. O. Besenhard, M. Spahr, P. Novák: Insertion electrode materials in rechargeable lithium batteries. In: Adv. Mater. Band 10, 1998, S. 725–763.
- M. Winter, J. O. Besenhard: Wiederaufladbare Batterien. In: Chemie in unserer Zeit. Band 33, Dezember 1999, S. 320–332.
- M. Winter, J. O. Besenhard: Electrochemical lithiation of tin and tin-based intermetallics and composites. In: Electrochim. Acta. (Special edition "Li insertion into host materials"). Band 45, 1999, S. 31–50.
- M. Winter, R. Brodd: What are batteries, supercapacitors and fuel cells? In: Chem. Rev. Band 104, 2004, S. 4245–4269.
- M. Winter: The solid electrolyte interphase - the most important and the least understood solid electrolyte in rechargeable Li batteries. In: Z. Phys. Chem. Band 223, 2009, S. 1395–1406.
- P. Bieker, M. Winter: Was braucht man für eine Super-Batterie? : Hochenergieakkumulatoren. Teil 1. In: Chemie in unserer Zeit. Band 50, Heft 1, Februar 2016, S. 26–33; Teil 2, Lithium-Ionen-Technologie und was danach kommen könnte : Hochenergieakkumulatoren. In: Chemie in unserer Zeit. Band 50, Heft 3, Juni 2016, S. 172–186.
- P. Meister, H. Jia, J. Li, R. Kloepsch, M. Winter, T. Placke: Best Practice: Performance and Cost Evaluation of Lithium Ion Battery Active Materials with Special Emphasis on Energy Efficiency. In: Chem. Mater. 28, 2016, S. 7203–7217.
- T. Placke, R. Kloepsch, S. Duehnen, M. Winter: Lithium ion, lithium metal, and alternative rechargeable battery technologies: The odyssey for high energy density. In: J. Solid State Electrochem. 2017, S. 1–26. doi:10.1007/s10008-017-3610-7
- R. Schmuch, R. Wagner, G. Hoerpel, T. Placke, M. Winter: Performance and cost of materials for lithium-based rechargeable automotive batteries. In: Nature Energy. 3, Nr. 4, 2018, S. 267–278.
- M. Winter, B. Barnett, K. Xu: Before Li ion batteries. In: Chem. Rev. 118, 2018, S. 11433–11456.
- J. Becker, D. Beverungen, M. Winter, S. Menne: Umwidmung und Weiterverwendung von Traktionsbatterien. Springer-Verlag, 2019, ISBN 978-3-658-21021-2.